# ساليسن

التركيب الكيميائي للساليسن

الساليسن (بالإنجليزية: Salicin)‏ هو β-غلوكوزيد كحولي. وهو عامل مضاد للالتهاب يستخرج من لحاء شجرة الصفصاف.
يرتبط الساليسن ارتباطا وثيقا بالأسبرين من ناحية التركيب الكيمائي. عندما يستهلك السالسين، يتفكك إلى جزيئي جلوكوز وكحول بنزيلي حيث يستقلب كل منهما على حدة، ويتحول الجزء الأروماتي في النهاية إلى حمض الساليسيليك.